# Gottfrid Billing
Axel Gottfrid Leonard Billing (29. april 1841 i Önnestad i Skåne – 14. januar 1925 i Lund) var en svensk teolog og politiker, fætter til Johan Christopher Bring, svigersøn til Ebbe Gustaf Bring, far til Einar Billing, svigerfar till Edvard Rodhe.
Billing blev student 1859, Dr. phil. 1865, docent i teologi i Lund 1867, professor sammesteds 1881, Dr. theol. 1877, biskop i Västerås 1884. 1885 fik Billing titel af "kunglig överhovpredikant", og fra 1898 var han biskop i Lund. 1900 blev han optaget i Svenska Akademiens berømte kreds. 1889-1906 og 1908-12, da han trak sig tilbage, var Billing medlem af Første kammer. Fra 1901 var han formand i Malmöhus läns amtsråd.
I rigsdagen spillede Billing en betydelig politisk rolle som en altid opmærksomt hørt taler, der forenede sagkundskab på de forskelligste områder og myndighed med overlegent vid og veltalenhed. Fra første færd sattes han ind i vigtige udvalg, og 1908-12 var han formand for finansudvalget. I sine sidste rigsdagsår var han næstformand i Første kammer. Som politiker har han stadig indtaget et moderat-konservativt, selvstændigt standpunkt.
Billing har desuden fået tid til et rigt teologisk forfatterskab; strengt højkirkelig har han dog ofte vist sig villig til at imødekomme andre. Foruden talrige småskrifter og taler kan nævnes Kateketikens begrepp (2. oplag 1873), Lutherska kyrkans bekännelse«(1878), Luthersk kyrkotukt (1876-78), Den sköna Herrens gudstjänst (i flere oplag), Olikheten bland Jesu Vänner (I-II, 1875; oversat til dansk), Om skilnad i äktenskap och frånskilda makars vigsel (1889) samt flere stridsskrifter mod Waldenström.